# کتابخانه شهید آوینی (کرمانشاه)
کتابخانه عمومی شهید آوینی یا کتابخانهٔ شهرداری کرمانشاه کتابخانه‌ای عمومی در شهر کرمانشاه است که زیر نظر نهاد کتابخانه‌های عمومی کشور فعالیت می‌کند. این کتابخانه در محوطهٔ باغ شهرداری کرمانشاه قرار دارد و در سال ۱۳۵۰ تأسیس شده‌است.

## تاریخچه
کتابخانهٔ عمومی شهید آوینی در سال ۱۳۵۰ تأسیس شد. این کتابخانه در زمینی به مساحت ۱۲۰۰ متر و زیربنای ۸۰۰ متر مربع و در دو طبقه و در درون محوطهٔ شهرداری کرمانشاه بنا شده‌است. در حال حاضر ۸ کارمند در این کتابخانه مشغول به کار هستند.

## مخزن کتابخانه
تعداد کتاب‌های کتابخانهٔ شهید آوینی کرمانشاه ۱۳۸۰۲ جلد است. از این تعداد ۱۳۳۰۱ جلد به زبان‌های فارسی و عربی، و ۵۰۱ جلد کتاب‌های لاتین است. همچنین ۵۴۸ حلقه لوح فشرده نیز در کتابخانه وجود دارد. علاوه بر این کتابخانهٔ عمومی شهید آوینی برای ۱۵۱ عنوان نشریهٔ ادواری اشتراک دارد.
در رابطه با تنظیم منابع چاپی، رده‌بندی به صورت دهدهی دیوئی صورت گرفته‌است. فهرست‌نویسی تحلیلی در این کتابخانه وجود دارد، اما فهرست‌نویسی توصیفی انجام نشده‌است.

## بخش‌های کتابخانه
کتابخانهٔ عمومی شهید آوینی کرمانشاه دارای سالن مطالعه، بخش کودک، بخش مرجع، کافی‌نت، ایستگاه رایانه برای اعضا جهت جستجو از طریق سامانهٔ اینترنتی مدیریت کتابخانه‌های عمومی کشور، و جستجوی مقالات علمی فرهنگی از طریق نرم‌افزار نمایهٔ نشریات می‌باشد.

## مسابقات کتابخوانی
حلقهٔ مطالعات کتابخوانی در کتابخانهٔ عمومی شهید آوینی فعال است. همچنین هر ماه مسابقات کتابخوانی به صورت اینترنتی و مکتوب در محل کتابخانه برگزار می‌شود.